# لو لوبيل
لو لوبيل (مواليد 18 يناير 1995) هي ممثلة زيمبابوية مقرها في لندن.

## المسيرة المهنية
وُلدت لو لوبيل في إسبانيا لأب إسباني وأم زيمبابوية. فترعرعت بين إسبانيا وجنوب إفريقيا.
في عام 2013، انتقلت إلى إنجلترا لدراسة الكوميديا في جامعة برمنغهام حيث تخرجت في المسرح وفنون الدراما في عام 2016، قبل أن تواصل دراستها في مركز الدراما في لندن حيث حصلت على درجة الماجستير عام 2018.
بدأت مسيرتها الفنية بدور ثانوي في الفيلم المسافرون قبل أن يتم اختيارها من بين العديد من المرشحين للعب دور «غال دورنيك» في مسلسل الأساس.

## الأعمال
- 2021 : مسافرون (فيلم) - زاندي
- 2021 : الأساس (مسلسل) - «غال دورنيك»

## روابط خارجية
- لو لوبيل على موقع IMDb (الإنجليزية)
- لو لوبيل على موقع ميتاكريتيك (الإنجليزية)
- لو لوبيل على موقع روتن توميتوز (الإنجليزية)
- لو لوبيل على موقع ألو سيني (الفرنسية)
- لو لوبيل على موقع قاعدة بيانات الفيلم (الإنجليزية)
- لو لوبيل على قاعدة بيانات الأفلام على الإنترنت